# Минтер, Кристин
До́нна Кри́стин Ми́нтер (англ. Donna Kristin Minter; 22 ноября 1965, Майами, Флорида, США) — американская актриса

, фотомодель и кинопродюсер.

## Биография и карьера
Донна Кристин Минтер родилась 22 ноября 1965 года в Майами (штат Флорида, США) в семье руководителя финансовой компании Чарльза Ласки Минтера и тренера лошадей Дотти Минтер. У Кристин есть три брата: Чарльз «Чак» Ласки Минтер-младший, Дерек Райан Минтер и Майкл «Майк» Скотт Минтер. Минтер выросла в Ярдли, штат Пенсильвания. Во время учёбы в средней школе она была названа «самой красивой девочкой класса».
После окончания школы, Кристин начала успешную карьеру фотомодели в Европе; появилась на обложке книги «Тигровые глаза», написанной Джуди Блум. В актёрской карьере, Минтер наиболее известна по своей дебютной кинороли Хезер МакКаллистер в рождественской комедии «Один дома», Кэти Уинслоу в фильме «Холодный, как лёд» с Vanilla Ice в главной роли и Рэйчел МакЛауд в трёх эпизодах четвёртого сезона телесериала «Горец». Она сыграла множество ролей на телевидении, среди которых наиболее известна её роль Рэнди Фрончак из «Скорой помощи», которую она играла в 71 эпизоде с 1995 по 2003 год. Сыграла Нину в фильме ужасов «Лишняя плоть».

## Избранная фильмография
| Год       |    | Русское название           | Оригинальное название          | Роль               |
| --------- | -- | -------------------------- | ------------------------------ | ------------------ |
| 1990      | ф  | Один дома                  | Home Alone                     | Хезер МакКаллистер |
| 1991      | ф  | Холодный, как лёд          | Cool as Ice                    | Кэти Уинслоу       |
| 1994      | ф  | Моя красотка               | There Goes My Baby             | Трейси             |
| 1994      | ф  | Хищный огонь               | Flashfire                      | Лиза Кейтс         |
| 1994      | мс | Семейный альбом            | Family Album                   | Валери Тайер       |
| 1995      | с  | Падшие ангелы              | Fallen Angels                  | Сью Хэмблтон       |
| 1995—1996 | с  | Горец                      | Highlander: The Series         | Рэйчел МакЛауд     |
| 1995—2003 | с  | Скорая помощь              | ER                             | Рэнди Фрончак      |
| 1996      | с  | Детектив Нэш Бриджес       | Nash Bridges                   |                    |
| 2001      | с  | Провиденс                  | Providence                     | Алекс              |
| 2001      | с  | Полиция Нью-Йорка          | NYPD Blue                      | Кэнди              |
| 2003      | с  | Джон Доу                   | John Doe                       | Шарлотта Уильямс   |
| 2004      | ки | Halo 2                     | Halo 2                         | София Босседон     |
| 2004      | с  | Главный госпиталь          | General Hospital               | Джордан Бейнс      |
| 2005      | с  | Слепое правосудие          | Blind Justice                  | Шерил Витти        |
| 2005      | с  | Расследование Джордан      | Crossing Jordan                | Сара               |
| 2006      | ф  | Положись на друзей         | Friends with Money             | Беззаботная мама   |
| 2006      | с  | C.S.I.: Место преступления | CSI: Crime Scene Investigation | Проститутка        |
| 2007      | с  | Грязь                      | Dirt                           | Дана Притчард      |
| 2009      | с  | Части тела                 | Nip/Tuck                       | Китти              |
| 2010      | с  | Менталист                  | The Mentalist                  | Шугар              |
| 2013      | с  | Рэй Донован                | Ray Donovan                    | Лайза Хендрикс     |
| 2017      | с  | Это мы                     | This Is Us                     | Мисс Добсон        |